# Juan Manuel Iturregui González
Juan Manuel Claudio Iturregui González (Trujillo, 1857 - 1912) fue un político peruano hijo del prócer Juan Manuel Iturregui Aguilarte.
Fue alcalde de Chiclayo durante el gobierno del presidente José Balta y diputado por La Libertad, Lambayeque y Amazonas (1872-1876 y 1876-1881). El 13 de junio de 1891 contrajo matrimonio con su prima, la trujillana Susana de Orbegoso González, de 22 años. La novia era hija de Juan Guillermo Eloy de Orbegoso y Martínez de Pinillos y Agustina Rosa González Madalengoitia. Fruto de esta unión fueron sus hijos Juan Manuel Pedro Pablo Ignacio Eloy Cecilio Antonio del Perpetuo Socorro y Susana Rosa Petronila Brígida Rosario Claudina Manuela Francisca Catalina Adela Antonia María del Perpetuo Socorro Iturregui y Orbegoso.
Fue elegido diputado por la entonces provincia liberteña de Lambayeque entre 1872 y 1876 durante el gobierno de Manuel Pardo. Luego de la creación del departamento de Lambayeque, fue elegido diputado por la provincia de Lambayeque en 1876 durante el gobierno de Mariano Ignacio Prado y fue reelecto en 1879 pero esta vez por la provincia amazonense de Bongará durante el gobierno de Nicolás de Piérola y la guerra con Chile.  